# Mordfall Manfred und Marísia von Richthofen
Der Mordfall Manfred und Marísia von Richthofen war ein Kriminalfall, der sich im Jahr 2002 in São Paulo, Brasilien, im Kreise einer deutschstämmigen und wohlhabenden Familie ereignete.

## Beteiligte Personen
Die Familie von Richthofen, zu der prominente Vertreter wie der Geograph Ferdinand von Richthofen oder der Jagdflieger Manfred von Richthofen gehörten, die nach den Weltkriegen in Europa größere Besitztümer verloren hatte, war auch in Brasilien ansässig. Die Familie, die eine Villa in der Rua Zacarias de Gois 232 bewohnte, in der sich auch der Mordfall ereignete, besaß ein geschätztes Nettovermögen von circa 5,5 Millionen Real. Später fanden Ermittler heraus, dass Suzanes Vater im November 2001 etwa 10 Millionen Euro auf einem anonymen Nummernkonto für seine Tochter deponiert hatte. Man ging davon aus, dass Manfred von Richthofen diese Summe von der Firma DERSA veruntreut hatte.
- Manfred Albert von Richthofen (* 3. Februar 1953 in Erbach; † 31. Oktober 2002 in São Paulo). Großneffe[1] des Fliegers Manfred von Richthofen, Ingenieur in der Firma DERSA und Suzanes Vater. Er lernte seine Frau Marísia in den 1970er Jahren an der Universidade de São Paulo (USP) kennen. Die Familie lebte im wohlhabenden Stadtviertel Brooklin, Campo Belo, in der Zona Sul do São Paulo.
- Marísia Silva von Richthofen, geb. Abdalla (* 22. Januar 1952 in São Paulo; † 31. Oktober 2002 in São Paulo), geborene Marísia Silva Abdalla, portugiesisch-libanesischer Abstammung, Psychiaterin und Mutter von Suzane.
- Suzane Louise von Richthofen (* 3. November 1983 in São Paulo). Tochter einer wohlhabenden Familie. Sie lebte bis zu ihrer Verhaftung in der Stadtvilla ihrer Eltern. Sie studierte Jura auf der Pontifícia Universidade Católica de São Paulo (PUC-SP). Im Sommer 1999 nahm sie an einem brasilianischen Jiu-Jitsu-Kurs teil, zusammen mit Daniel Cravinhos de Paula e Silva, ihrem späteren Freund. Sie lernte ihn über ihren Bruder kennen.[2] Suzane von Richthofen wurde im Jahr 2006 vor Gericht gestellt und zu 40 Jahren Haft verurteilt.
- Andreas Albert von Richthofen (* 26. April 1987 in São Paulo). Suzanes jüngerer Bruder war an der Ermordung seiner Eltern nicht beteiligt. Er promovierte 2015 an der Universidade de São Paulo in organischer Chemie, wurde aber später aufgrund der starken Traumatisierung drogenabhängig und er ist mittlerweile verschuldet.[3]
- Daniel Cravinhos de Paula e Silva (* 1981 in São Paulo), Suzanes Freund, wurde für die Ermordung von Manfred Albert von Richthofen verurteilt.
- Cristian Cravinhos de Paula e Silva (* 1975 in São Paulo), Daniels älterer Bruder und Mittäter, wurde für die Ermordung von Marísia Albert von Richthofen verurteilt.

## Tathergang
Zu den späten Tagesstunden des 31. Oktobers 2002 überprüfte Suzane von Richthofen, die den Mord an ihren Eltern monatelang geplant hatte, ob sie bereits schliefen, schaltete dann gezielt das Alarmsystem der elterlichen Villa aus und öffnete die Tür für ihren 21-jährigen Freund Daniel Cravinhos. Ihr Freund Daniel Cravinhos und sein Bruder, der 26-jährige Cristian Cravinhos, hatten zuvor draußen gewartet. Die Cravinhos-Brüder gingen nach oben ins Schlafzimmer der Eltern und schlugen sie mit Eisenstangen, bevor sie sie mit Handtüchern erwürgten. Während des Mordes wartete Suzane im Wohnzimmer im unteren Stockwerk. Nachdem der Mord vollbracht war, simulierten die drei einen Einbruch bzw. Raubmord, indem sie gefundenes Geld einsteckten, Papiere in der Bibliothek verstreuten und ein Chaos im Haus verursachten. Dann verließen sie den Tatort. Suzane und Daniel verbrachten die Restnacht in einem Motel, während Cristian ein Fastfood-Restaurant aufsuchte. Am frühen Morgen des 1. November 2002 holten Suzane und Daniel ihren kleinen Bruder Andreas, damals 15 Jahre alt, in einem Internetcafé ab und gingen mit ihm nach Hause, wo sie das Verbrechen „entdeckten“, anschließend sofort die Polizei alarmierten und ihnen ihre Version des Tathergangs erzählten.
Die Ermittlungsbeamten hatten jedoch Zweifel, ob das Verbrechen ein Einbruch war, und vermuteten, dass die Täter und Opfer miteinander bekannt waren. Sie befragten die Kinder und Angestellten der Familie Richthofen. Misstrauisch machte sie nicht nur der Tatort, an dem das Alarmsystem ausgeschaltet war und die herumliegenden Papiere offenbar nach einer gewissen Ordnung verteilt wurden, sondern auch Suzanes kaltherziges Verhalten: Am Tag nach dem Mord wurde sie mit Daniel im Schwimmbad des Hauses gesehen und feierte nur wenige Stunden nach der Beerdigung der Eltern mit Freunden ihren 19. Geburtstag. Die Ermittler richteten ihre Aufmerksamkeit auf Suzane und ihren Freund und begannen, sie zu beschatten. Wenig später wurde Cristian Cravinhos verhaftet, als er ein Motorrad kaufte und mit Bargeld in 100-Dollar-Scheinen bezahlte, was aufgrund seines geringen regulären Einkommens Verdacht erregte. Am 9. November 2002 wurden er sowie sein Bruder und Suzane verhaftet, die anschließend den gemeinschaftlichen Mord gestanden.

## Motivlage
Manfred Albert und Marísia von Richthofen hatten Meinungsverschiedenheiten mit ihrer Tochter. Das Hauptmotiv lag vermutlich in der Ablehnung von Suzanes Eltern, die zunächst mit ihrer Beziehung zu Daniel Cravinhos einverstanden waren, jedoch ihre Meinung änderten, als sie entdeckten, dass Daniel ein Herumtreiber war und fast täglich Marihuana konsumierte. Berichten zufolge waren sie auch besorgt über seinen Hintergrund aus der Unterschicht und seine mangelnde Bereitschaft, zu arbeiten oder zur Schule zu gehen, um beruflich voranzukommen. Im Juli 2002 waren ihre Eltern im Urlaub, somit konnte Daniel einen Monat lang in der Villa der von Richthofen verbringen. Als die Eltern nach Hause kamen und es zu einem Streit kam, schlug ihnen Suzane vor, ihr eine eigene Wohnung zu kaufen, in der sie mit Daniel unabhängig von den Eltern leben könnte. Ihr Vater lehnte jedoch strikt ab und sagte, dass sie erst dann tun könne, was sie wollte, wenn sie selbst Geld verdiente. Also traf sie Daniel weiterhin heimlich. Suzane behauptete, dass ihre Handlungen durch Liebe motiviert waren und sie Angst hatte, dass Daniel sie verlassen würde, solange ihre Eltern am Leben blieben. Suzanes Anwalt, Denivaldo Barni, sagte, dass seine Mandantin überhaupt kein Motiv habe, sondern von Daniel, den sie wie einen Gott verehrte und ihm hörig war, zum Verbrechen gezwungen worden sei.
Ein weiteres starkes Motiv könnte Habgier auf das elterliche Vermögen gewesen sein, das auf etwa siebzehn Millionen Dollar geschätzt wurde, welches Suzane im Falle des Todes der Eltern erben würde. Wie Staatsanwalt Roberto Tardelli es ausdrückte, wollte Suzane „das Geld und Vermögen in die Hände bekommen, an dessen Beschaffung ihre Eltern so hart gearbeitet hatten“, sie „wollte ihre Freiheit und Unabhängigkeit, ohne dafür arbeiten zu müssen“. Während des Prozesses behauptete Daniel Cravinhos, Suzane sei von ihrem Vater körperlich verletzt worden, was sie und ihr Bruder Andreas von Richthofen jedoch bestreiten. Es wurde auch behauptet, dass die von Richthofen-Eltern Alkoholiker gewesen seien, bei der Autopsie wurde jedoch kein Alkohol in ihren Körpern nachgewiesen.
Im Jahr 2018 lehnte ein Gerichtsurteil die Forderung nach Freiheit für Suzane von Richthofen ab und führte ihren Egozentrismus und eine narzisstische Persönlichkeitsstörung als schwerwiegende Persönlichkeitsmerkmale an, die möglicherweise zu dem Verbrechen geführt haben.

## Prozess
Suzane wurde im Mai 2005 aus dem Untersuchungsgefängnis entlassen, als ihr der Oberste Gerichtshof Habeas Corpus gewährte. Sie wartete dann unter Hausarrest auf ihren Folgeprozess.
Am 5. Juni 2006 wurde Suzane von Richthofen zusammen mit den Brüdern Cravinhos in São Paulo wegen „homicídio qualificado“ vor Gericht gestellt, was nach brasilianischem Recht einem Mord nach deutschem Recht entspricht. Der Prozess wurde am 17. Juli 2006 fortgesetzt. Während des Prozesses machte Suzane Daniel Cravinhos für alles verantwortlich, während die Cravinhos-Brüder behaupteten, sie hätten nur auf die Wünsche des Mädchens reagiert, ihre Eltern zu ermorden. Trotz gegenseitiger Schuldzuweisungen bezeichnete Staatsanwalt Roberto Tardelli Suzane von Richthofen als unzweifelhaftes „Mastermind“ (treibende Kraft des Verbrechens). Tardelli forderte für jeden der drei Angeklagten eine Freiheitsstrafe von 50 Jahren. Suzane wurde von der Presse als „Personifikation der bösartigen Blondine“ beschrieben. Am 22. Juli 2006 wurde Suzane von Richthofen wegen des Mordes an ihren Eltern zu 40 Jahren Gefängnis verurteilt. Daniel Cravinhos erhielt von einem Geschworenengericht das gleiche Urteil und sein Bruder Cristian Cravinhos wurde wegen Beteiligung zu 38 Jahren Haft verurteilt.
Seit Februar 2020 befand sie sich in einem außerhalb von São Paulo liegenden Frauengefängnis in Haft.
Suzane von Richthofen heiratete in der Justizvollzugsanstalt von Tremembe eine Frau. Im Januar 2023 wurde sie aus der Haft entlassen und die restliche Strafe zur Bewährung ausgesetzt.

## Mediale Rezeption
Der Mordfall erregte wegen seiner Perfidie und des Tathintergrundes in der besseren Gesellschaft in Brasilien größte mediale Aufmerksamkeit.
Neben dem brutalen Tathergang des Elternmordes war es vor allem auch die zwiespältige Persönlichkeit der Tochter, welche dieses Interesse rechtfertigte.
Während die Cravinhos-Brüder dem Stereotyp der ungebildeten, arbeitslosen, drogenabhängigen Mörder entsprachen, traf dies für Suzane nicht zu: Sie galt als ein hübsches Mädchen, kam aus einer oberen Mittelklassefamilie deutscher und libanesischer Abstammung und wurde als „brav und angepasst“ beschrieben. In der Schule schnitt sie gut ab, sprach drei Fremdsprachen und tanzte Ballett.
In der brasilianischen Öffentlichkeit kam es zu einer Diskussion über die Aussagekraft von Familienwerten und die Auswirkungen von Bildung. Es wurde die Frage gestellt, ob ein hoher Bildungsstandard und ein hoher Klassenstatus automatisch zu einem guten Charakter führen. Auch die ungeklärte Frage, ob Suzane der böse Geist hinter dem Verbrechen war oder nur Daniels Werkzeug, wurde ausführlich diskutiert. Suzanes Ruf wurde durch ein Fernsehinterview schwer beschädigt, in dem ein aufnahmebereites Mikrofon vor Beginn des Interviews ihren Anwalt überführte, wie er sie anwies, während der Sendung laut zu weinen, um öffentliche Sympathie zu erzeugen. Das Interview wurde ein schwerer Schlag für ihre Glaubwürdigkeit. Vor Gericht wurde Suzanes Verhalten als „gefühlskalt“ beschrieben, einmal zu einem unangemessenen Moment lachend, was im Gegensatz zu den Cravinhos-Brüdern stand, die sich emotional zeigten und während des Prozesses aus Reue in Tränen ausbrachen.

## Filmische Verarbeitung
- Mauricio Eça: A menina que matou os pais. (Das Mädchen, das seine Eltern ermordete) 2021. Santa Rita Filmes. Brasilianisches Filmdrama, Suzane von Richthofen gespielt von der brasilianischen Schauspielerin Carla Diaz.[9] Amazon Prime video (portugiesisch).
- Mauricio Eça: O menino que matou meus pais. (Der Junge, der meine Eltern ermordete) Filmdrama aus der Perspektive des Daniel Cravinhos. 2021. Santa Rita Filmes. Amazon Prime video(portugiesisch).